# Gekielde skink
De gekielde skink (Concinnia queenslandiae) is een hagedis uit de familie skinken (Scincidae).

## Naamgeving
De oude geslachtsnaam is Tropidophorus, en de soort werd ontdekt door de ornitholoog en bioloog Charles Walter de Vis (1829 - 1915). De uit Engeland afkomstige De Vis heeft een Nederlands aandoende naam maar werd geboren als Devis en veranderde zijn naam. De skink had lange tijd Gnypetoscincus als geslachtsnaam en deze naam wordt in de literatuur nog veel gebruikt.

## Uiterlijke kenmerken
De gekielde skink is te herkennen aan de gekielde, V-vormige schubben; schubben met een opstaand middendeel die zeer grof aanvoelen in tegenstelling tot de meeste skinken die juist een erg gladde schubbenhuid hebben. Zelfs op de staart komen deze gekielde schubben voor. De totale lichaamslengte inclusief staart is ongeveer 15 tot 20 centimeter waarvan twee derde bestaat uit de lange staart. De kleur is donkerbruin tot zwart met over het hele lijf rijen zeer kleine vlekjes die bruin tot roestbruin zijn, soms zijn enkele witte vlekken op de kop aanwezig.

## Verspreiding en habitat
De gekielde skink komt voor in noordelijk Queensland, een provincie in Australië. De gekielde skink is een nachtactief dier dat leeft onder rottende boomstammen of in de strooisellaag van vochtige regenwouden met een dichte vegetatie en een zanderige bodem, soms wordt een holletje gegraven om te schuilen.
Door de internationale natuurbeschermingsorganisatie IUCN is de beschermingsstatus 'veilig' toegewezen (Least Concern of LC).

## Levenswijze
Het is een kruipende hagedis die zich erg traag voortbeweegt op de bodem en nooit klimt. Het voedsel bestaat uit kleine ongewervelden zoals insecten en wormen. De skink is eierlevendbarend, per keer worden 1 tot 5 jongen afgezet.